# 2025 en Ontario
Chronologie de l'Ontario
- 2021
- 2022
- 2023
- 2024
- 2025
- 2026
- 2027
- 2028
- 2029

Cet article traite des événements qui se sont produits durant l'année 2025 dans la province canadienne de l'Ontario.

## Événements

### Janvier
- x

### Février
- 27 février : Élections générales en Ontario[1].
- La 44e législature de l'Ontario commence. Ses membres ont été élus lors de l'élection générale tenue le 27 février 2025. Cette élection a donné lieu à la formation d'un gouvernement majoritaire, dirigé par Doug Ford, chef du Parti progressiste-conservateur[2],[3],[4].

### Mars
- x

### Avril
- x

### Mai
- 26 et 27 mai : visite du roi Charles III et de la reine Camilla à Ottawa.

### Juin
- x

### Juillet
- x

### Août
- x

### Septembre
- x

### Octobre
- x

### Novembre
- x

### Décembre
- x

## Décès
- 3 janvier : Andrew Pyper, écrivain
- 6 janvier : Dwight Foster, joueur de hockey
- 21 janvier : Garth Hudson, multi-instrumentiste
- 28 janvier : Joe Daniel, homme politique
- 10 février : Jerome Drayton, athlète, vainqueur du marathon de Boston en 1977
- 31 mars : Mark LaForest, joueur de hockey
- 7 avril : Greg Millen (en), commentateur-analyste et gardien de but de hockey
- 9 avril : John Van Seters, professeur, chercheur et spécialiste dans les domaines de l'Ancien Testament et du Proche-Orient ancien
- 10 avril : Ted Kotcheff, réalisateur, producteur, acteur et scénariste (mort au Mexique)
- 12 avril : Gerry McNamara (en), dépisteur au hockey et directeur général des Maple Leafs de Toronto de 1981 à 1988
- 30 mai : James Hector MacDonald, prêtre et prélat de l'Église catholique
- 6 juin : Scott Metcalfe, joueur de hockey
- 21 juin : John McCallum, homme politique, économiste, professeur et auteur
- 22 juin : Guy Lauzon, homme politique
- 1er juillet : Alex Delvecchio, joueur de hockey
- 16 juillet : Wayne Thomas, joueur de hockey
- 23 juillet : Michelle Duff, pilote de Grand Prix de moto
- 3 août : Hilary Weston, femme d'affaires et auteure, lieutenante-gouverneure de l'Ontario de 1997 à 2002

#### 2025 dans le reste du monde
- 2025 dans le monde
- 2025 au Canada
- 2025 au Québec, 2025 en Alberta, 2025 en Colombie-Britannique, 2025 au Manitoba, 2025 au Nouveau-Brunswick, 2025 en Nouvelle-Écosse, 2025 à Terre-Neuve-et-Labrador, 2025 aux Territoires du Nord-Ouest, 2025 au Nunavut, 2025 en Saskatchewan, 2025 au Yukon
- 2025 par pays en Amérique, 2025 au Brésil, 2025 au Canada, 2025 aux États-Unis, 2025 au Mexique
- 2025 en Europe, 2025 dans l'Union européenne, 2025 en Belgique, 2025 en France, 2025 en Italie, 2025 en Suisse
- 2025 en Afrique • 2025 par pays en Asie • 2025 en Océanie
- 2025 aux Nations unies
- Décès en 2025